# Gopo 2021
A XV-a ediție a Premiilor Gopo a avut loc la data de 29 iunie 2021. 16 lungmetraje românești lansate în cinematografe sau pe platforme VOD în 2020 au fost luate în considerare de juriu pentru desemnarea nominalizărilor. 
Nominalizările la toate categoriile Premiilor Gopo 2021 au fost stabilite de un juriu de preselecție alcătuit din profesioniști din domeniu: criticii de film Iulia Blaga, Irina Trocan, Victor Morozov, Călin Boto și Gabriela Filippi, regizorii Marius Olteanu, Mona Nicoară și Nora Agapi, actrița Emilia Dobrin, editorul Eugen Kelemen și Ioana Dragomirescu, coordonatoarea Cinema Elvire Popesco.
După anunțarea nominalizărilor, peste 650 de profesioniști activi din toate domeniile industriei de film românești au fost invitați să voteze pentru desemnarea câștigătorilor trofeelor Gopo 2021, prin intermediul unui mecanism de vot asigurat de firma de audit și consultanță PwC România, cu care organizatorii Premiilor Gopo au demarat un parteneriat încă din 2011.
Premiera anului 2021 este prezența a trei categorii distincte dedicate scurtmetrajelor: 12 titluri au fost nominalizate pentru Cel mai bun scurtmetraj de ficțiune, Cel mai bun scurtmetraj de animație și Cel mai bun scurtmetraj documentar.

## Nominalizări și câștigători
| Cel mai bun film | Cel mai bun regizor |
| --- | --- |
| - Colectiv – producători: Alexander Nanau, Bianca Oana, Bernard Michaux, Hanka Kastelicova - Acasă – producători: Monica Lăzurean-Gorgan, Ümit Uludağ, Hanka Kastelicova, Ari Matikainen - Ivana cea Groaznică – producători: Ada Solomon, Ivana Mladenovic - Tipografic Majuscul – producător: Ada Solomon             | - Alexander Nanau – Colectiv - Ivana Mladenovic – Ivana cea Groaznică - Radu Ciorniciuc – Acasă - Radu Jude – Tipografic Majuscul |
| Cel mai bun actor | Cea mai bună actriță |
| - Mihai Călin – 5 Minute - Igor Babiac – Dragoste 2. America - Șerban Lazarovici – Tipografic Majuscul - Teodor Corban – Urma | - Diana Cavallioti – 5 Minute - Irina Rădulescu – Urma - Ivana Mladenovic – Ivana cea Groaznică |
| Cel mai bun actor în rol secundar | Cea mai bună actriță în rol secundar |
| - Emanuel Pârvu – 5 Minute - Dragoș Bucur – Urma - Lucian Ifrim – Urma - Miodrag Mladenovic – Ivana cea Groaznică | - Elvira Deatcu – 5 Minute - Ana Radu – 5 Minute - Anca Pop – Ivana cea Groaznică - Ioana Iacob – Tipografic Majuscul |
| Cel mai bun scenariu | Cea mai bună imagine |
| - Dorian Boguță și Loredana Novak – Urma - Ivana Mladenovic și Adrian Șchiop – Ivana cea Groaznică - Radu Jude și Gianina Cărbunariu – Tipografic Majuscul | - Oleg Mutu – Dragoste 2. America - Alexander Nanau – colectiv - Barbu Bălășoiu – Urma - Carmen Tofeni – Ivana cea Groaznică - Radu Ciorniciuc și Mircea Topoleanu – Acasă |
| Cel mai bun montaj | Cel mai bun sunet |
| - Alexander Nanau, George Cragg și Dana Bunescu – colectiv - Andrei Gorgan – Acasă - Cătălin Cristuțiu – Tipografic Majuscul - Patricia Chelaru și Cătălin Cristuțiu – Ivana cea Groaznică - Tudor D. Popescu – Urma | - Tom Weber, Andreas Mühlschlegel și Lukás Moudrý – Acasă - Alexandru Dumitru, Daniel Soare și Dejan Kragulj – Ivana cea Groaznică - Andre Rigaut și Michal Fojcik – Dragoste 2. America - Jean Umansky și Dana Bunescu – Tipografic Majuscul - Mihai Grecea, Angelo Dos Santos, Michele Schillings – colectiv |
| Cea mai bună muzică originală | Cele mai bune decoruri |
| - Marius Leftărache, Matei Stratan și Cristina Chiosea – Urma - Bartosz Chajdecki – Dragoste 2. America - Flora Pop – Totul nu va fi bine | - Irina Moscu – Tipografic Majuscul - Andreea Popa – Urma - Mihaela Poenaru – Dragoste 2. America |
| Cele mai bune costume | Cel mai bun machiaj și cea mai bună coafură |
| - Mălina Ionescu – Urma - Adina Bucur – 5 Minute - Dorin Negrău – Tipografic Majuscul - Iulia Popescu – Ivana cea Groaznică | - Bianca Boeroiu și Domnica Bodogan – Tipografic Majuscul - Dana Moldoveanu și Lidia Ivanov – Urma - Iulia Popescu și Dejana Petrucic – Ivana cea Groaznică - Manuela Simionescu și Dana Roșeanu – 5 Minute |
| Debut regizoral | Cel mai bun film documentar |
| - Radu Ciorniciuc – Acasă - Adrian Pîrvu, Helena Maksyom – Totul nu va fi bine - Dorian Boguță – Urma | - Acasă – producători: Monica Lăzurean-Gorgan, Ümit Uludağ, Hanka Kastelicova, Ari Matikainen, regia: Radu Ciorniciuc - Lemn – producători: Vincent Lucassen, Ebba Sinzinger, Monica Lăzurean-Gorgan, regia: Monica Lăzurean-Gorgan, Michaela Kirst și Ebba Sinzinger - Superhombre – producători: Mircea Gherase, Lucian Mircu, regia: Mircea Gherase, Lucian Mircu - Totul nu va fi bine – producători: Alexandru Solomon, Ada Solomon, regia: Adrian Pîrvu, Helena Maksyom |
| Cel mai bun scurtmetraj de ficțiune | Cel mai bun scurtmetraj documentar |
| - În noapte – producător: Irena Isbășescu, Adrian Sitaru, regia: Ana Pasti - Kaimos – producător: Paul Negoescu, regia Sarra Tsorakidis - Laila – producător: Paul Negoescu, regia Raya Al Souliman - Ținutul care nu doarme niciodată – producători: Andra Tarara, David Schwartz, regia: Andra Tarara, David Schwartz | - Cerbul a trecut prin fața mea – producător: Vlad Petri, regia Vlad Petri - Apropieri – producător: Ioana Grigore, regia: Ioana Grigore - Totul pentru Riana – producători: Mihai Gavril Dragolea, Ioana Lascăr, regia Mihai Gavril Dragolea - Venim pe rând și mergem pe sărite – regia Mihnea Toma |
| Cel mai bun scurtmetraj de animație | Tânără speranță |
| - Moartea și cavalerul – producători: Tudor Giurgiu, Adriana Bumbeș, regia Radu Gaciu - Candy Can – producător: Mihai Mitrică, regia: Anton Octavian - Cântec de leagăn – producător: Mihai Mitrică, regia Paul Mureșan - Sașa și Petre – regia Luca Istodor                                                            | - Alma Buhagiar – regie scurtmetraj Împreună - Cătălin Rugină – imagine scurtmetraje Datoria, Vânătoarea de cerbi - Gabor Bondi – actor În noapte - Patricia Chelaru – montaj film Ivana cea groaznică - Teona Galgoțiu – regie scurtmetraje Elefant departe, Mă uit înapoi și dispare |
| Gopo pentru cel mai bun film european | Gopo pentru premiul publicului |
| - Sorry We Missed You – regia: Ken Loach - Il Traditore – regia: Marco Bellocchio - It Must Be Heaven – regia: Elia Suleiman - Les Miserables – regia: Ladj Ly | - Miami Bici – regia: Jesus del Cerro (553.941 de spectatori și încasări de 11.610.679 de lei) |
| Premiul special | Premiul Romanian Society of Cinematographers (RSC) |
| - Magda Mihăilescu (critic de film) - Enache Hărăbor (maestru machetist de arte vizuale) | - Pătru Păunescu - imaginea filmului Bunic și nepot |
| Gopo pentru întreaga activitate | Gopo pentru întreaga carieră |
| - Doina Levința | - Costel Constantin |

## Filme cu multiple nominalizări
- Urma  – 12
- Ivana cea groaznică  – 12
- Tipografic majuscul  – 10
- Acasă  – 7

## Filme cu multiple premii
- 5 Minute  – 4
- colectiv  – 3
- Urma  – 3
- Acasă  – 3
- Tipografic majuscul  – 2